# 구마몬

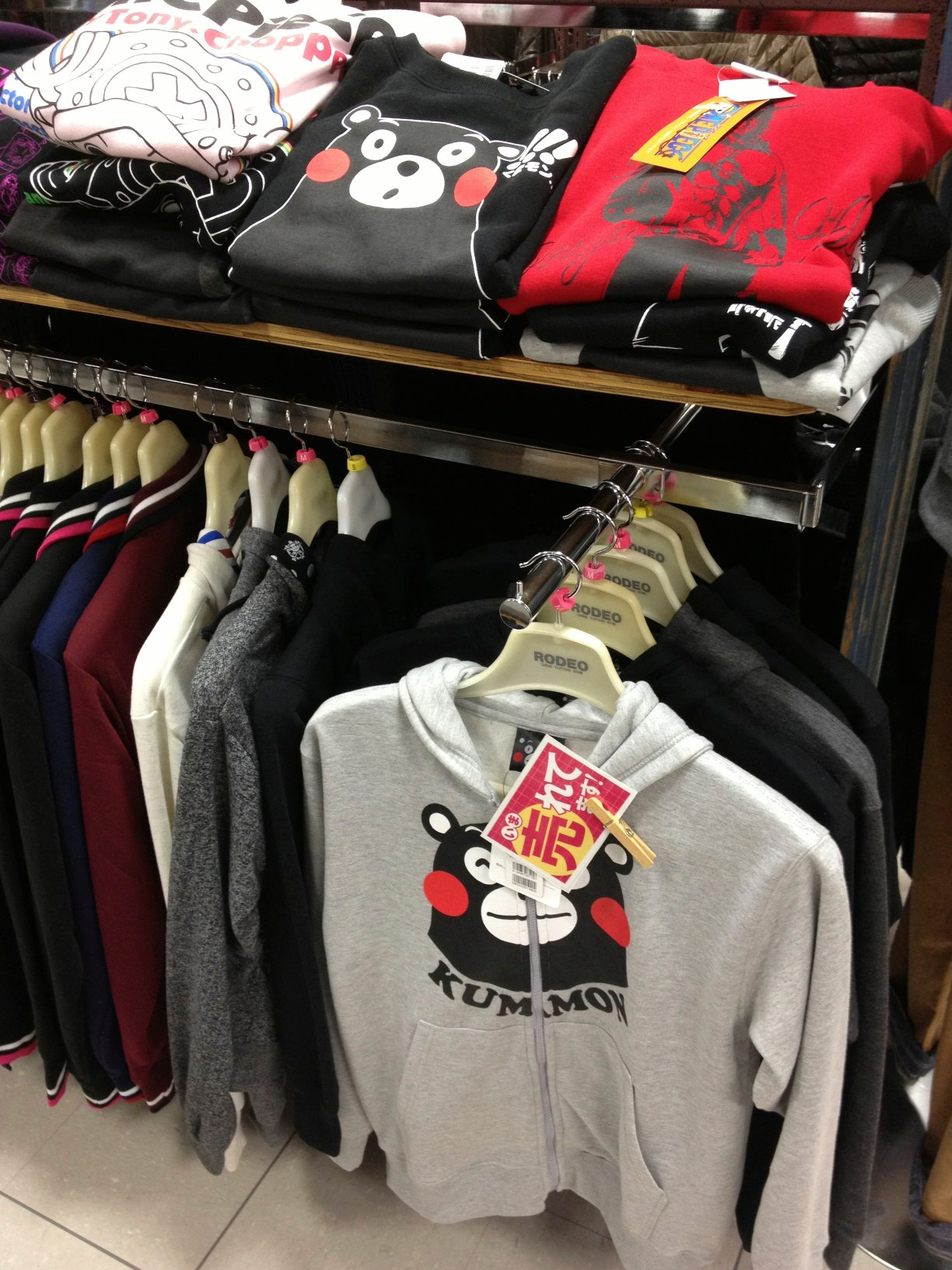

구마몬(일본어: くまモン)은 일본 구마모토현에서 만든 마스코트이다. 곰을 뜻하는 구마와 사람을 뜻하는 몬을 합쳐 마스코트 이름을 구마몬이라고 지었다. 2010년 규슈 신칸센 개통 이후 지역에 관광객을 유치하기 위한 캠페인의 일환으로 만들어졌다. 구마몬은 국가적으로 인기를 끌면서 2011년 후반, 총칭 유루캬라라고 부르는 전국 마스코트 설문조사에서 280,000표를 얻고 1위를 기록하였다. 구마모토 현은 2011년 구마몬을 통해 28억 엔의 판매 수익을 올렸고, 경연에서 우승한 후에는 2012년 상반기에만 118억 엔의 판매 수익을 달성하였다.
일본은행은 2012년부터 2년 간 쿠마몬의 1232억 엔의 가치를 창출하였다고 추산하였다.
구마몬을 이용한 상품 제작은 구마모토 현의 허가가 필요하지만 캐릭터의 저작권 비용은 청구하지 않는다.
수컷이며, 생일은 규슈 신칸센이 개통된 날인 3월 12일이다.

## 같이 보기
- 펭수(대한민국, EBS)